# Michail Goerevitsj (schaker)

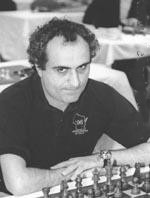
Oudere foto van Michail Goerevitsj

Michail Naoemovitsj Goerevitsj (Oekraïens: Михайло Наумович Гуревич) (Charkov, 22 februari 1959) is een schaker van Oekraïense afkomst die van 1991 tot 2005 in België woonde en sinds 2005 in Turkije woont. Sinds januari 2006 schaakt hij onder de Turkse vlag.

## Toernooien
- In 1985 werd hij kampioen van de Sovjet-Unie en in 1986 internationaal grootmeester FIDE.
- In 1991 emigreerde hij naar België. Hij heeft een groot aantal toernooien op zijn naam staan waaronder dat van Reggio Emilia wel het voornaamste is.
- In 1997 won hij het Lost Boys Toernooi in Antwerpen.
- Goerevitsj won in 1998 het Zeeland Schaaktoernooi in Vlissingen.
- In september 2004 werd in Turkije het Izmir open verspeeld. Goerevitsj eindigde op een gedeelde tweede plaats met 7 uit 9, terwijl Sergej Tiviakov met 8½ uit 9 eerste werd.
- Goerevitsj speelt veel toernooien in Nederland. Bij het Essent-toernooi in Hoogeveen werd hij eerste in de Open Groep in 1999 (gedeeld met vier anderen), in 2001 (ongedeeld) en in 2004 (gedeeld met Pengxiang Zhang).
- Van 18 juni t/m 2 juli 2005 werd in Warschau het Europees kampioenschap schaken 2005 gespeeld dat met 10 punten uit 13 ronden gewonnen werd door de Roemeense grootmeester Liviu-Dieter Nispeanu. Michail Goerevitsj behaalde 7½ punt in dit toernooi.

## Openingen
Michail Goerevitsj opent bijna altijd met 1.c4 of 1.d4 waarna een partij met de schaakopening Engels op het bord komt of een partij met een Indische opening, terwijl hij met zwart de voorkeur geeft aan de Franse opening of de Slavische opening.